# Seleção Inglesa de Futebol Sub-20
A Seleção Inglesa de Futebol Sub-20, é conhecida como fornecedora de atletas para a Seleção Principal.
Esta equipe é composta por jogadores ingleses com até 21 anos de idade, contados no início do ano civil. Enquanto os atletas não se tornam profissionais, eles podem atuar por qualquer nível, sendo possível jogar pela Sub-20 e seleção principal, como fazem Jack Butland e Raheem Sterling recentemente. Também é possível atuar por seleções de base de outros países e depois voltar a atuar pela seleção principal do país de origem, desde que o jogador ainda não seja profissional.
O recorde de público em um jogo da equipe Sub-20 aconteceu em 24 de março de 2007, quando a Inglaterra venceu a Itália diante de pouco menos de 60.000 espectadores no novo Estádio de Wembley, também contabilizado como um recorde mundial da categoria. A partida foi uma das duas necessárias para que o estádio obtivesse o certificado de segurança, e assim tivesse capacidade máxima liberada para a final da Copa da Inglaterra.

## Treinadores
| Temporada | Treinador        |
| --------- | ---------------- |
| 1977–1990 | Dave Sexton      |
| 1990–1993 | Lawrie McMenemy  |
| 1994–1996 | Dave Sexton      |
| 1996–1999 | Peter Taylor     |
| 1999      | Peter Reid       |
| 1999–2001 | Howard Wilkinson |
| 2001–2004 | David Platt      |
| 2004–2007 | Peter Taylor     |
| 2007–2013 | Stuart Pearce    |
| 2013–     | Gareth Southgate |

## Títulos
Copa do Mundo FIFA Sub-20: 2017
EuroCopa Sub-21: 2023